# Cerveteri
Cerveteri – miasto i gmina we Włoszech, w regionie Lacjum, w prowincji Rzym. Miasteczko słynne jest z powodu licznych cmentarzysk etruskich znajdujących się na okolicznych wzgórzach. Region ten wpisany został na Listę światowego dziedzictwa UNESCO.
W starożytności miasto Etrusków, założone według tradycji przez Pelazgów ok. 1400 p.n.e., należące do federacji 12 miast etruskich. Jedno z najbogatszych i najważniejszych miast Etrurii, powstałe z osady kultury Villanova.
Największy rozkwit przeżywało w VII w. p.n.e. i VI w. p.n.e., dzięki handlowi morskiemu przez porty etruskie w Alsium (ob. Palo), Pyrgi (Santa Severa) i Punicum (Santa Marinella).
Od V w. p.n.e. zaczął się stopniowy upadek miasta. W III w. p.n.e. Cerveteri weszło w skład koalicji walczącej z Rzymianami, po klęsce 273 p.n.e. utraciło połowę swego terytorium. W 90 p.n.e. przeszło pod zwierzchnictwo Rzymu, otrzymując niepełne prawa obywatelskie – "ius sine suffragio" (bez prawa głosowania).
Od nazwy Caere wszystkich, którzy nie mieli prawa głosu, nazywano w Rzymie Caerites. Cerveteri słynęło od VII w. p.n.e. jako ośrodek ceramiczny, zwłaszcza z wyrobu dzbanów na wodę (hydrii).
Od 2. poł. VI w. p.n.e. zaznaczył się wpływ kultury greckiej, Cerveteri stało się głównym ośrodkiem sztuki jońsko-etruskiej.
Obecnie z miasta zachowały się jedynie fragmenty murów obronnych z 6 bramami, pozostałości świątyń i cystern. W pobliżu znajdują się nekropole kultury Villanova oraz ogromna nekropola etruska z licznymi grobami tumulusowymi (kurhanami) i hypogeami - jednym z nich jest znany z bogatego wyposażenia grób Regolini-Galassi. Komory grobowe, o wnętrzach podobnych do wnętrz domów mieszkalnych, ozdobione są wspaniałymi malowidłami i malowanymi reliefami w stiuku, o wielkiej wartości artystycznej, historycznej i ikonograficznej. Znaleziono w nich również wiele terakotowych sarkofagów oraz rzymskich inskrypcji i rzeźb.

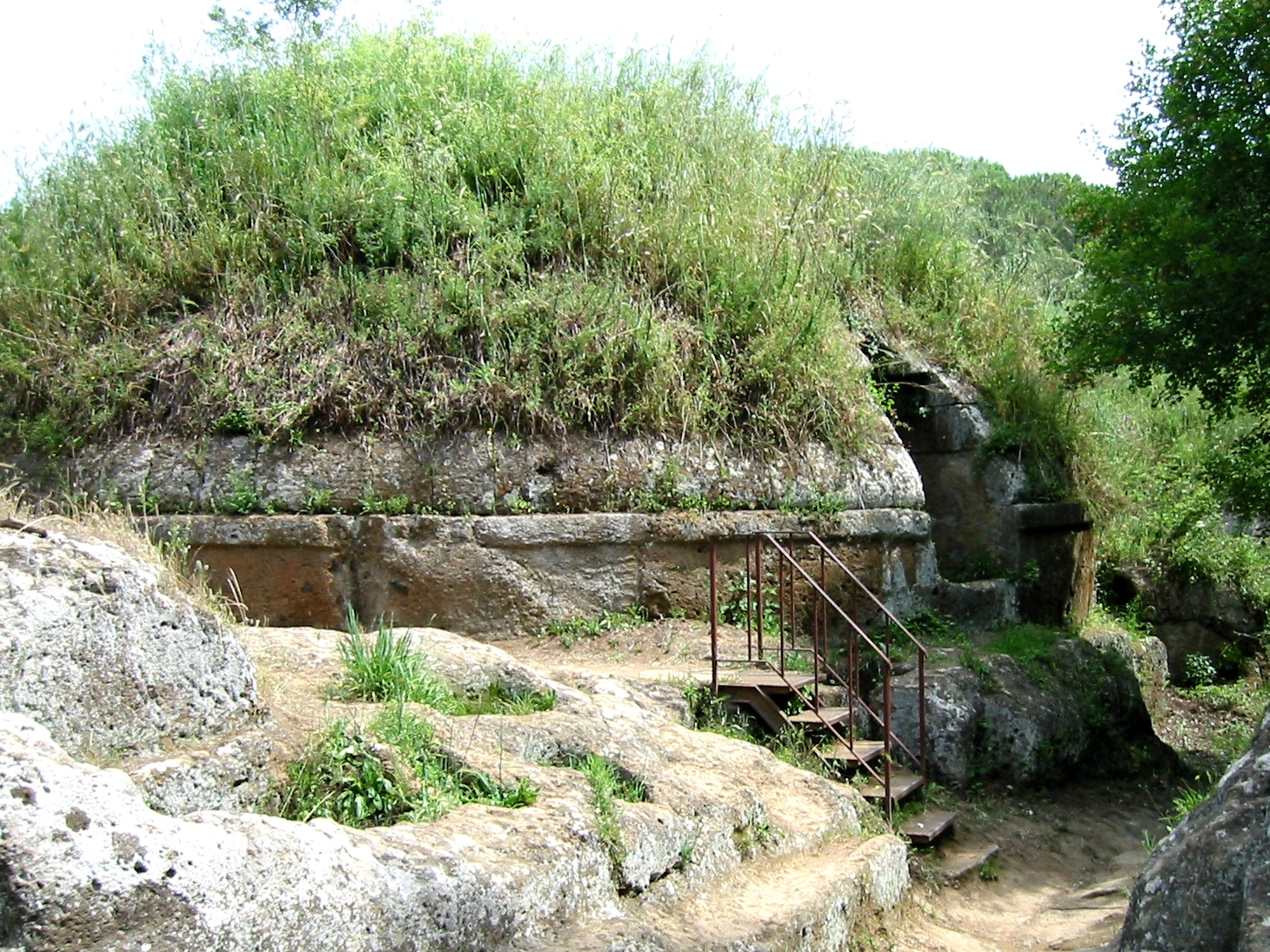
Grobowiec etruski z nekropoli Banditaccia w Cerveteri

Według danych na rok 2004 gminę zamieszkiwało 26 705 osób, 199,3 os./km².

## Miasta partnerskie
- Fürstenfeldbruck, Niemcy
- Livry-Gargan, Francja
- Almuñécar, Hiszpania